# Calling You
"Calling You" é uma canção do filme de 1987, Bagdad Café, gravada originalmente por Jevetta Steele. Bob Telson, o compositor, também gravou sua versão. Ambas as versões se encontram na trilha sonora do filme. "Calling You" foi indicada ao Oscar de melhor canção original, em 1989.
Celine Dion cobriu "Calling You" diversas vezes durante suas apresentações entre 1990 e 1996 e lançou-a como primeiro e único single do álbum ao vivo À l'Olympia em dezembro de 1994.
Muitos outros artistas a regravaram, como Paul Young, em 1990, e Bob Telson, também no mesmo ano.

## Versões de Jevetta Steele

### Formatos e faixas
| Single (Europa) |                                |         |  |
| N.º             | Título                         | Duração |  |
| 1.              | "Calling You (Jevetta Steele)" | 5:20    |  |
| 2.              | "Calling You (Bob Telson)"     | 5:18    |  |

| Single (França) |                                                                                |         |  |
| N.º             | Título                                                                         | Duração |  |
| 1.              | "Calling You (Jevetta Steele)"                                                 | 5:21    |  |
| 2.              | "Brenda, Brenda (Jearlyn Steele-Battle, Tommy Joe White, Marianne Sägebrecht)" | 6:22    |  |

| Single (Reino Unido) |                                  |         |  |
| N.º                  | Título                           | Duração |  |
| 1.                   | "Calling You (Jevetta Steele)"   | 3:36    |  |
| 2.                   | "Zweifach (Deininger Blasmusik)" | 2:31    |  |

| Maxi single (Europa) |                                  |         |  |
| N.º                  | Título                           | Duração |  |
| 1.                   | "Calling You (Jevetta Steele)"   | 3:36    |  |
| 2.                   | "Zweifach (Deininger Blasmusik)" | 2:31    |  |
| 3.                   | "Calling You (Bob Telson)"       | 5:18    |  |

### Paradas
| Paradas (1988)             | Melhor posição |
| -------------------------- | -------------- |
| França (SNEP)              | 8              |
| Suécia (Sverigetopplistan) | 9              |